# Kippenheim
Kippenheim är en kommun och ort i Ortenaukreis i regionen Südlicher Oberrhein i Regierungsbezirk Freiburg i förbundslandet Baden-Württemberg i Tyskland.
Kommunen ingår i kommunalförbundet Lahr/Schwarzwald tillsammans med staden Lahr/Schwarzwald.